# Die Bürgschaft

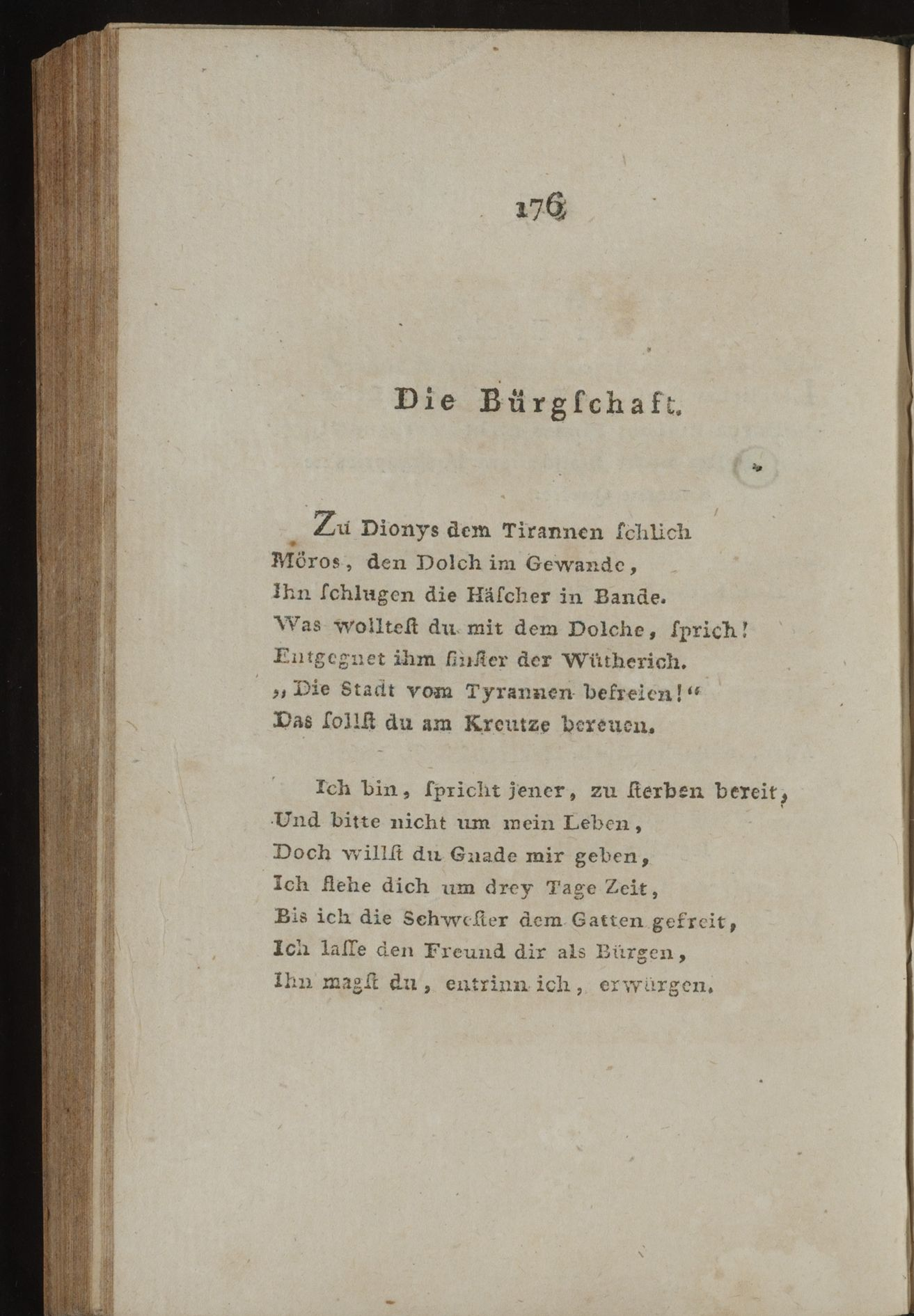
Musenalmanach 1799 Seite 176

Die Bürgschaft ist eine Ballade von Friedrich Schiller. Sie entstand im Sommer 1798 um dieselbe Zeit wie die Ballade Der Kampf mit dem Drachen und wurde wie diese im Musenalmanach 1799 erstmals veröffentlicht. Sie gehört zu den bekanntesten Gedichten Schillers.

## Entstehung
Der Ballade liegt die Erzählung von Damon und Phintias zugrunde. Schiller kannte sie in der Version des Hyginus Mythographus, bei dem die Freunde Moeros und Selinuntius heißen.

„Von denen die am innigsten durch Freundschaft verbündet waren 

Als in Sicilien der höchst grausame Tyrann Dionysius herrschte und seine Bürger qualvoll hinrichten ließ, wollte Möros den Tyrannen tödten. Die Trabanten ergriffen ihn und führten den bewaffneten zum Könige. Befragt antwortete er, er habe den König tödten wollen. Der König befahl, ihn ans Kreuz zu schlagen. Möros bat ihn um einen Urlaub von drei Tagen, um seine Schwester zu verheirathen, er wolle dem Tyrannen seinen Freund und Genossen Selinuntius überliefern, der dafür bürgen würde, daß er am dritten Tage käme. Der König gewährte ihm den Urlaub, die Schwester zu verehelichen, und erklärt dem Selinuntius, daß wenn Möros nicht an dem Tage käme, so müsse er dieselbe Strafe erdulden, und Möros wäre frei. 

Als dieser nun die Schwester verehlicht hatte und auf dem Rückwege war, wuchs plötzlich durch Sturm und Regen der Fluß so, daß man weder zu Fuß noch schwimmend hinüber konnte. Möros setzte sich an das Ufer und fing an zu weinen, daß der Freund für ihn sterben solle. Der Phalaris aber befahl, den Selinuntius ans Kreuz zu schlagen, weil schon sechs Stunden des dritten Tages vorüber wären, und Möros nicht komme. Selinuntius antwortete, der Tag sei noch nicht vorüber. Als nun schon neun Stunden vorbei waren, befiehlt der König, den Selinuntius zum Kreuz zu führen. Während er hin geführt wurde, da erst holt Möros den Henker ein, nachdem er endlich den Fluß glücklich hinter sich hatte, und ruft aus der Ferne: Halt Henker, ich bin da, für den er gebürget. Die Begebenheit wird dem König gemeldet. Der König ließ sie vor sich führen, und bat sie, daß sie ihn in ihre Freundschaft mit aufnehmen möchten, und schenkte dem Möros das Leben.“

Am 15. Dezember 1797 schrieb Schiller in einem Brief an Goethe:

„Ich habe schon öfters gewünscht, daß unter den vielen schriftstellerischen Emulationen solcher Menschen, die keine andre als compilatorische Arbeit treiben können, auch einer darauf verfallen möchte, in alten Büchern nach poetischen Stoffen auszugehen, und dabei einen gewissen Takt hatte, das Punctum saliens einer, an sich unscheinbaren Geschichte zu entdecken. Mir kommen solche Quellen gar nicht vor, und meine Armuth an solchen Stoffen macht mich wirklich unfruchtbarer im Produciren, als ich's ohne das sein würde. Mir däucht ein gewisser Hyginus, ein Grieche, sammelte einmal eine Anzahl tragischer Fabeln entweder aus oder für den Gebrauch der Poeten. Solch einen Freund könnte ich gut brauchen. Ein Reichthum an Stoffen für möglichen Gebrauch vermehrt wirklich den innern Reichthum, ja er übt eine wichtige Kraft und es ist schon von großem Nutzen, einen Stoff auch nur in Gedanken zu beleben und sich daran zu versuchen.“

Schon am nächsten Tag (16. Dezember 1797) sandte Goethe ihm das gewünschte Buch:

„Hier überschicke ich den Hygin, und würde zugleich rathen sich die Adagia des Erasmus anzuschaffen, die leicht zu haben sind...“

Schiller kam darauf erst mit seinem Brief vom 28. August 1798 zurück:

„Was Ihnen mit den griechischen Sprüchwörtern zu begegnen pflegt, dieß Vergnügen verschafft mir jetzt die Fabelsammlung des Hyginus, den ich eben durchlese. Es ist eine eigene Lust, durch diese Mährchengestalten zu wandeln, welche der poetische Geist belebt hat, man fühlt sich auf dem heimischten Boden und von dem größten Gestaltenreichthum bewegt. Ich möchte deßwegen auch an der nachlässigen Ordnung des Buchs nichts geändert haben, man muß es gerade rasch hintereinander durchlesen, wie es kommt, um die ganze Anmuth und Fülle der griechischen Phantasie zu empfinden. Für den tragischen Dichter stecken noch die herrlichsten Stoffe darin …“

Unter dem 31. August 1798 schrieb er Goethe:

„… es sind zwei Balladen fertig, welche zusammen zwanzig Seiten, gedruckt, betragen, und das Gedicht woran ich eben jetzt bin, wird auch zwischen zehn und zwölf Seiten bekommen …“

Am 4. September 1798 schickte er Goethe den Kampf mit dem Drachen zusammen mit der Bürgschaft und schrieb dazu:

„Die andere Geschichte hat mir der Hyginus zugeführt. Ich bin neugierig ob ich alle Hauptmotive, die in dem Stoffe lagen, glücklich herausgefunden habe. Denken Sie nach ob Ihnen noch eines beifällt; es ist dieß einer von den Fällen, wo man mit einer großen Deutlichkeit verfahren und beinahe nach Principien erfinden kann.“

Goethe antwortete am 5. September 1798:

„In der Hoffnung Sie morgen zu sehen schreibe ich nur wenig. Die Balladen folgen zurück, sie sind beide sehr gut gerathen... In der Bürgschaft möchte es physiologisch nicht ganz zu passiren sein, daß einer, der sich an einem regnigen Tag aus dem Strome gerettet, vor Durst umkommen will, da er noch ganz nasse Kleider haben mag. Aber auch das wahre abgerechnet und ohne an die Resorption der Haut zu denken kommt der Phantasie und der Gemüthstimmung der Durst hier nicht ganz recht. Ein ander schickliches Motiv das aus dem Wandrer selbst hervorginge fällt mir freilich zum Ersatz nicht ein; die beiden andern von außen, durch eine Naturbegebenheit und Menschengewalt, sind recht gut gefunden.“

## Grundidee
Mehr noch als in der antiken Erzählung des Hyginus geht es bei Schiller um ein absolutes Ideal freundschaftlicher Liebe und Treue, das auch dann noch Geltung beansprucht und sich durchsetzt, wenn es keinen praktischen Nutzen mehr zu haben scheint. Möros' Rückkehr nach Syrakus wird durch allerlei Widrigkeiten verzögert: Hochwasser, das die Brücke über einen reißenden Fluss zerstört und Möros zwingt, diesen unter Lebensgefahr zu durchschwimmen, ein Überfall von Räubern, den er abwehren muss, und schließlich solche Hitze, dass Möros zu verdursten droht. Als er Syrakus endlich erreicht, muss er damit rechnen, dass die Hinrichtung seines Freundes bereits begonnen hat. Philostratus, „des Hauses redlicher Hüter“, beschwört ihn, wenigstens das eigene Leben zu retten, nachdem das des Freundes ohnehin verloren sei, dem „der Hohn des Tyrannen“ das Vertrauen auf Möros' Rückkehr bis zuletzt nicht habe nehmen können. Trotzdem hält Möros an dem gegebenen Versprechen fest:
“Und ist es zu spät, und kann ich ihm nicht

Ein Retter willkommen erscheinen,

So soll mich der Tod ihm vereinen.

Des rühme der blutge Tyrann sich nicht,

Dass der Freund dem Freunde gebrochen die Pflicht,

Er schlachte der Opfer zweie

Und glaube an Liebe und Treue.“
Es gelingt ihm wider Erwarten, sich seiner Hinrichtung gerade noch rechtzeitig vor der des Freundes zu stellen. Der Tyrann ist von solcher Freundestreue so gerührt, dass er Möros begnadigt und um Aufnahme in den Bund der beiden Freunde bittet.

## Überarbeitung
In einer Ausgabe von 1804 änderte Schiller den Titel zu „Damon und Pythias“ und den Namen der Hauptperson von Möros zu Damon. Die Änderung des Titels konnte sich aber nicht durchsetzen.

## Vertonung
Franz Schubert vertonte Die Bürgschaft 1815 als Lied (Deutsch-Verzeichnis 246) mit einer Dauer von gut 16 Minuten. 1816 begann er, den Stoff zu einer Oper in drei Akten zu verarbeiten (D 435), die jedoch unvollendet blieb. Aus unbekanntem Grund bricht das Manuskript im dritten Akt nach nur zwei ausgearbeiteten Musikstücken ab.

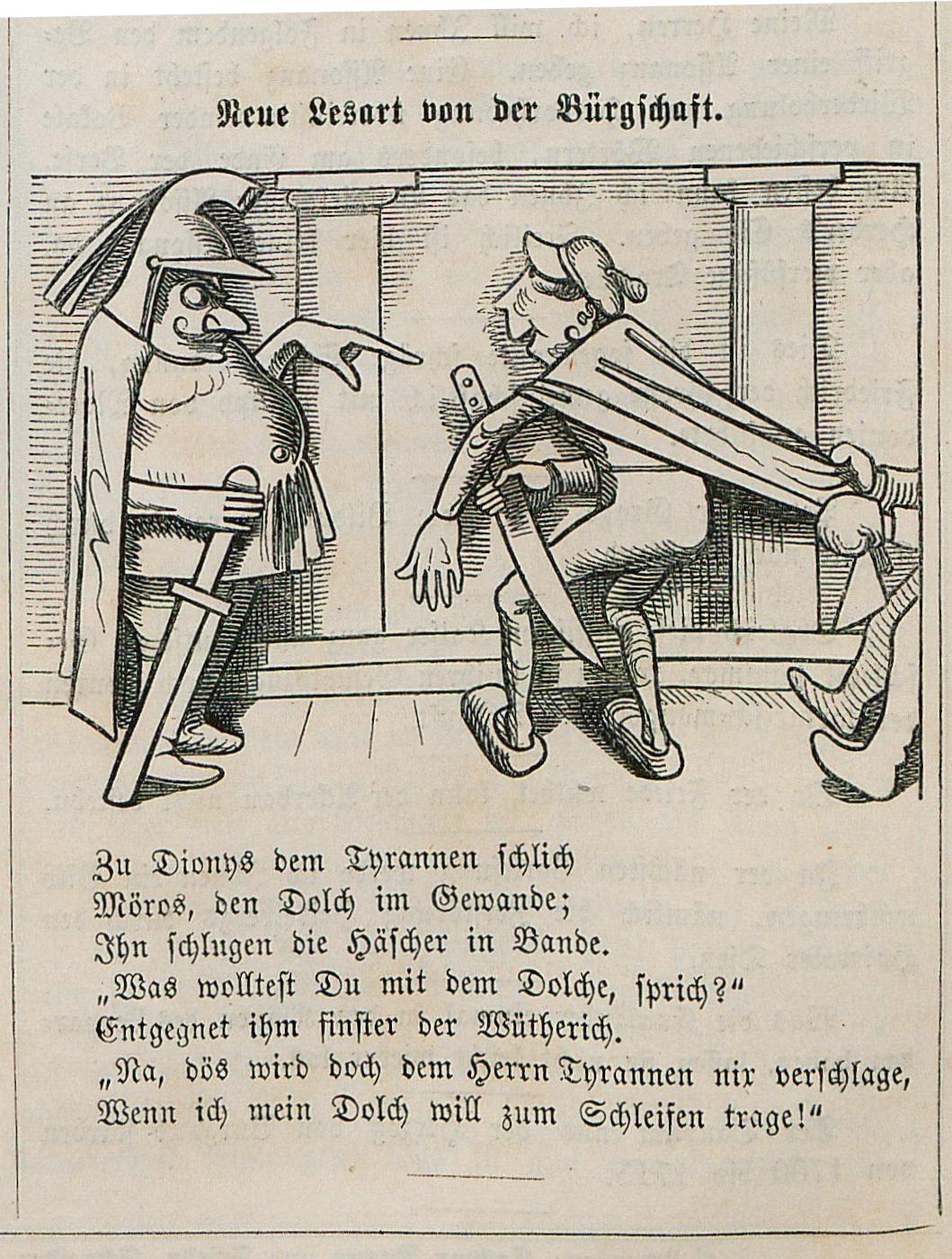
Wilhelm Busch: Neue Lesart von der Bürgschaft (1863)

## Von SchillersBürgschaftangeregte Texte
Wie viele Gedichte Schillers wurde auch die Bürgschaft häufig persifliert und parodiert, u. a. 1826 durch Carl Theodor Müller (genannt „Saumüller“, 1793–1875), 1863 durch Wilhelm Busch (Neue Lesart von der Bürgschaft) oder 1924 von der sächsischen Mundartdichterin Lene Voigt (De Bärchschaft). Bertolt Brechts spöttisches Sonett „O edle Zeit, o menschliches Gebaren“ (1940) erhielt in der Vertonung Hanns Eislers (Opus 54, No. 2) den Titel Lied über Schillers Gedicht „Die Bürgschaft“. Die Deutschstunde, die Uwe Johnson in seinem Erstlingswerk Ingrid Babendererde. Reifeprüfung 1953 beschreibt, wird entscheidend geprägt von dem Vortrag von Brechts Gedicht durch den Schüler Klaus und der darauf erwidernden Interpretation von Schillers Bürgschaft durch die Titelfigur Ingrid. Dazai Osamu publizierte 1940 eine Kurzgeschichte 走れメロス Hashire Merosu (Lauf, Möros! English: Run, Melos!) nach Schillers Ballade, die zum Unterrichtsstoff in japanischen Schulen avancierte und 1981 sowie 1992 zu Anime-Filmen gleichen Titels verarbeitet wurde.